# 科罗拉多河 (滕皮斯克河支流)
科罗拉多河（西班牙語：Río Colorado，西班牙語發音：[koloˈɾaðo]）是哥斯达黎加西北部的一条河流，是滕皮斯克河的一条支流。